# Lady A

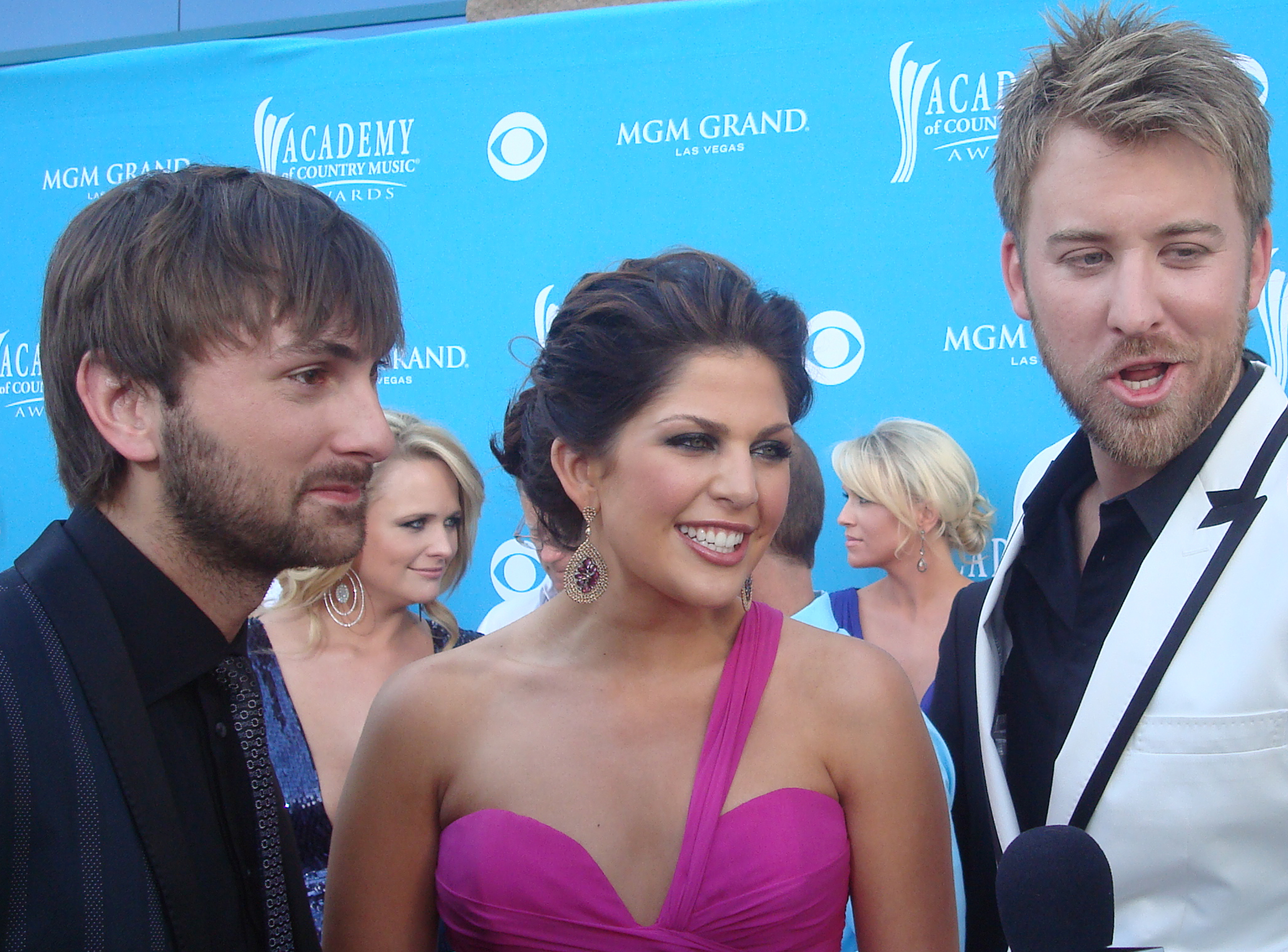
Lady A (2010)

Lady A, bis 2020 Lady Antebellum, ist eine US-amerikanische Country-Band aus Nashville. Sie wurde mehrfach mit dem Grammy ausgezeichnet. Ihr erfolgreichster Song ist Need You Now aus dem Jahr 2009.

## Bandgeschichte
Charles Kelley, Bruder des Popmusikers Josh Kelley, hatte bereits zwei Pop-Alben veröffentlicht, bevor er 2005 einen Neustart in Nashville versuchte. Er schloss sich mit seinem Freund Dave Haywood zusammen, später stieß noch die Sängerin Hillary Scott, die Tochter der Country-Sängerin Linda Davis, dazu.
Der ursprüngliche Bandname entstammt der lateinischen Umschreibung für die Zeit vor einem Krieg (Antebellum); in den USA ist damit die Zeit vor dem Sezessionskrieg gemeint. Charles Kelley verwendete den Begriff während der Betrachtung von Fotos historischer Häuser; bei einer gemeinsamen Diskussion entschied die Band, noch „Lady“ voranzustellen.
Erstmals machte das Trio 2007 auf sich aufmerksam, als sie den Pianisten Jim Brickman bei dessen Hit Never Alone begleiteten. Im selben Jahr bekamen sie einen Plattenvertrag bei Capitol Records und veröffentlichten die Debütsingle Love Don’t Live Here. Sie erreichten damit Platz drei der US-Country-Charts und waren auch in den Billboard Hot 100 erfolgreich. Das nach der Band benannte Debütalbum belegte Platz eins der Country-Albumcharts und erreichte Platz vier der US-Alben-Charts. Mit der Auskopplung I Run to You erreichte die Band auch Platz eins der Country-Singlecharts.
2008 erhielt die Band den Newcomer-Preis der Academy of Country Music für die Top New Vocal Group und wurde bei den Grammy Awards 2009 als bester neuer Künstler sowie für die beste Country-Darbietung nominiert. Ferner erhielten sie als beste Gruppe des Jahres den CMA-Award 2009 der CMA. Das Stück I Run to You erhielt bei den Grammy Awards 2010 den Grammy in der Kategorie Beste Country-Performance einer Gruppe.
Im August 2009 erschien mit Need You Now eine weitere Single, die sofort auf Platz eins der Country-Songs einstieg und auch für eine Woche in den Top fünf der Pop-Charts war. Nach der Veröffentlichung des gleichnamigen zweiten Albums im Februar 2010 stieg auch das Lied erneut in den Charts. Es erreichte drei Wochen in Folge Platz zwei und war damit einer der erfolgreichsten Country-Songs des Jahres. Das Album belegte vier Wochen Platz eins der US-Alben-Charts und war monatelang das Nummer-eins-Album im Country-Bereich. Innerhalb eines halben Jahres verkaufte es sich über drei Millionen Mal, die Single über vier Millionen Mal. Die Single-Auskopplung Our Kind of Love war nach I Run to You, Need You Now und American Honey der vierte Nummer-eins-Hit der Band in den US-Country-Charts.
Der große Erfolg von Need You Now führte dazu, dass im Mai 2010 auch eine europaweite Veröffentlichung folgte. Single und Album konnten sich daraufhin auch in vielen europäischen Ländern in den Charts platzieren. Bei den Grammy Awards 2011 schnitt die Band mit fünf gewonnenen Preisen am erfolgreichsten ab, wobei Need You Now in den Hauptkategorien Single des Jahres und Song des Jahres sowie als bester Country-Song und als beste Country-Darbietung vier Auszeichnungen erhielt. Eine weitere Auszeichnung erhielten sie für das Country-Album des Jahres. Im September 2011 erschien in den USA das dritte Album der Gruppe mit dem Titel Own the Night. Im Mai 2013 folgte Golden; im September 2014 das Album 747.
Im Zuge der Proteste nach dem Tod George Floyds benannte sich die Band in „Lady A“ um, um jegliche Assoziationen mit einer Glorifizierung der Konföderation und der Sklaverei zu vermeiden.

## Diskografie
Studioalben

| Jahr | Titel              | Höchstplatzierung, Gesamtwochen, AuszeichnungChartplatzierungen (Jahr, Titel, Platzierungen, Wochen, Auszeichnungen, Anmerkungen) | Höchstplatzierung, Gesamtwochen, AuszeichnungChartplatzierungen (Jahr, Titel, Platzierungen, Wochen, Auszeichnungen, Anmerkungen) | Höchstplatzierung, Gesamtwochen, AuszeichnungChartplatzierungen (Jahr, Titel, Platzierungen, Wochen, Auszeichnungen, Anmerkungen) | Höchstplatzierung, Gesamtwochen, AuszeichnungChartplatzierungen (Jahr, Titel, Platzierungen, Wochen, Auszeichnungen, Anmerkungen) | Höchstplatzierung, Gesamtwochen, AuszeichnungChartplatzierungen (Jahr, Titel, Platzierungen, Wochen, Auszeichnungen, Anmerkungen) | Höchstplatzierung, Gesamtwochen, AuszeichnungChartplatzierungen (Jahr, Titel, Platzierungen, Wochen, Auszeichnungen, Anmerkungen) | Anmerkungen                                                    |
| Jahr | Titel              | DE | AT | CH | UK | US | Country | Anmerkungen                                                    |
| ---- | ------------------ | --- | --- | --- | --- | --- | --- | -------------------------------------------------------------- |
| 2008 | Lady Antebellum    | — | — | — | UK— SilberUK | US4 ×2Doppelplatin · (148 Wo.)US                                                                                                  | Country1 (146 Wo.)Country | Erstveröffentlichung: 15. April 2008 Verkäufe: + 2.140.000     |
| 2010 | Need You Now       | DE24 (6 Wo.)DE | AT10 (19 Wo.)AT | CH10 (56 Wo.)CH | UK8 Platin · (60 Wo.)UK | US1 ×4Vierfachplatin · (129 Wo.)US                                                                                                | Country1 (94 Wo.)Country | Erstveröffentlichung: 26. Januar 2010 Verkäufe: + 4.680.000    |
| 2011 | Own the Night      | DE52 (1 Wo.)DE | AT38 (3 Wo.)AT | CH8 (9 Wo.)CH | UK4 Gold · (23 Wo.)UK | US1 Platin · (69 Wo.)US | Country1 (78 Wo.)Country | Erstveröffentlichung: 13. September 2011 Verkäufe: + 1.285.000 |
| 2013 | Golden             | DE51 (1 Wo.)DE | AT33 (3 Wo.)AT | CH14 (5 Wo.)CH | UK7 Silber · (9 Wo.)UK | US1 Platin · (50 Wo.)US | Country1 (75 Wo.)Country | Erstveröffentlichung: 6. Mai 2013 Verkäufe: + 1.135.000        |
| 2014 | 747                | DE68 (1 Wo.)DE | — | CH24 (3 Wo.)CH | UK12 Silber · (6 Wo.)UK | US2 (33 Wo.)US | Country2 (51 Wo.)Country | Erstveröffentlichung: 30. September 2014 Verkäufe: + 107.500   |
| 2017 | Heart Break        | DE83 (1 Wo.)DE | — | CH18 (2 Wo.)CH | UK14 (3 Wo.)UK | US4 (13 Wo.)US | Country1 (15 Wo.)Country | Erstveröffentlichung: 9. Juni 2017                             |
| 2019 | Ocean              | — | — | CH24 (1 Wo.)CH | UK29 (1 Wo.)UK | US11 (12 Wo.)US | Country2 (23 Wo.)Country | Erstveröffentlichung: 15. November 2019                        |
| 2021 | What a Song Can Do | — | — | CH52 (1 Wo.)CH | — | US135 (1 Wo.)US | Country12 (1 Wo.)Country | Erstveröffentlichung: 22. Oktober 2021                         |